# Warmingia zamorana
Warmingia zamorana är en orkidéart som beskrevs av Dodson. Warmingia zamorana ingår i släktet Warmingia och familjen orkidéer. Inga underarter finns listade i Catalogue of Life.